# Navalmeccanica
Navalmeccanica - Stabilimenti Navali e Meccanici Napoletani S.p.A. était une société du groupe IRI (Institut de reconstruction industrielle) qui a opéré en Italie dans le secteur de la construction navale de 1939 à 1966.

## Histoire
La société a été fondée en 1939 et son siège social se trouve à Naples. Elle comprend les sociétés Officine & Cantieri Partnenopei, Cantiere di Vigliena, Officine Meccaniche e Fonderie (ex-Hawthorn et Guppy) et le chantier naval de Castellammare di Stabia.
En 1940, avec l'entrée en guerre de l'Italie pendant la Seconde Guerre mondiale, de nombreuses réparations ont été effectuées dans le chantier naval. Les réalisations importantes de la période de guerre pour la Regia Marina, étaient quelques corvettes de la classe Gabbiano et le croiseur léger Giulio Germanico, tous produits dans les usines de Castellammare di Stabia.
En 1943, l'équipement a été presque entièrement détruit et après la guerre, la reconstruction des chantiers navals a commencé.
La première réalisation importante de l'après-guerre pour la Marina Militare  a été la récupération du croiseur Giulio Germanico, surpris par l'armistice (Armistice de Cassibile) alors qu'il achevait les phases d'armement et capturé par les Allemands qui l'ont envoyé au loin lorsqu'ils ont été contraints d'abandonner la ville. Après avoir été récupéré, le Giulio Germanico a été reconstruit en tant que destroyer et rebaptisé San Marco. Il est entré en service en 1956.
En 1955, la société Bacini & Scali Napoletani a été absorbée par la Società Esercizio Bacini Napoletani, fondée en 1954, ce qui a donné naissance à Navalmeccanica.
À partir de la seconde moitié des années cinquante, la société reçoit diverses commandes militaires et les usines de Castellammare di Stabia construisent trois des quatre corvettes de la classe Alcione, les premières unités d'escorte construites en Italie après la guerre, et trois des quatre frégates porte-hélicoptères de la classe Bergamini, tandis que les années soixante voient la construction des croiseurs porte-hélicoptères Caio Duilio et Vittorio Veneto.
En 1966, avec la réorganisation du secteur de la construction navale, la société Italcantieri, qui fait partie du groupe IRI dont le siège est à Trieste, est fondée le 22 octobre. La nouvelle société a intégré les activités de construction navale déjà exercées par Ansaldo à Gênes, Cantieri Riuniti dell'Adriatico à Trieste et Navalmeccanica à Naples. Le dernier navire construit pour la marine italienne fut le destroyer Ardito, lancé en 1972, qui fut également le dernier navire à vapeur militaire italien.
En 1984, Italcantieri a été totalement incorporée au groupe Fincantieri qui, en tant que holding financier des entreprises publiques, a repris directement les activités opérationnelles des entreprises qu'il contrôlait auparavant.

## Source
- (it) Cet article est partiellement ou en totalité issu de l’article de Wikipédia en italien intitulé « Navalmeccanica » (voir la liste des auteurs).